# Dragking

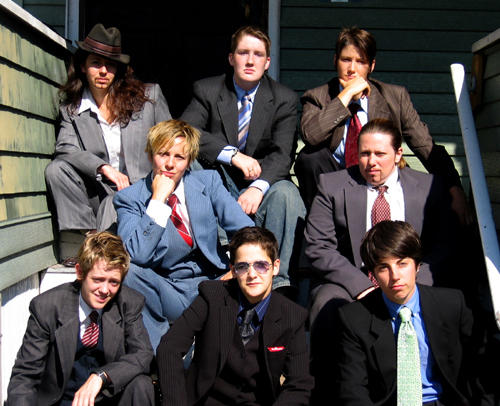
All the Kings Men Drag King Performance Troupe

Als Dragking (in Anlehnung an Dragqueen) wird eine Frau bezeichnet, die innerhalb einer Bühnenrolle in typisch männlicher Kleidung und Aussehen stereotype männliche Verhaltensweisen darstellt oder persifliert. Darüber hinaus gibt es eine Reihe von Dragkings, die sich selbst in einem heteronormativen Kontext nicht als Frau verstehen oder selbst Männer sind, die bestimmte Arten der Männlichkeit, beispielsweise Machismus, überspitzt darstellen. Die Aktivität von Dragkings wird auch als Kinging bezeichnet. Das Kinging geschieht zum Teil auch im Alltag, zum Teil im geschützten Bereich einer subkulturellen Szene. Der Begriff Drag stammt aus dem Englischen und bedeutet in diesem Zusammenhang Verkleidung oder Kostüm und bezieht sich auf das Tragen der Kleidung des jeweils anderen Geschlechts.

## Geschichte

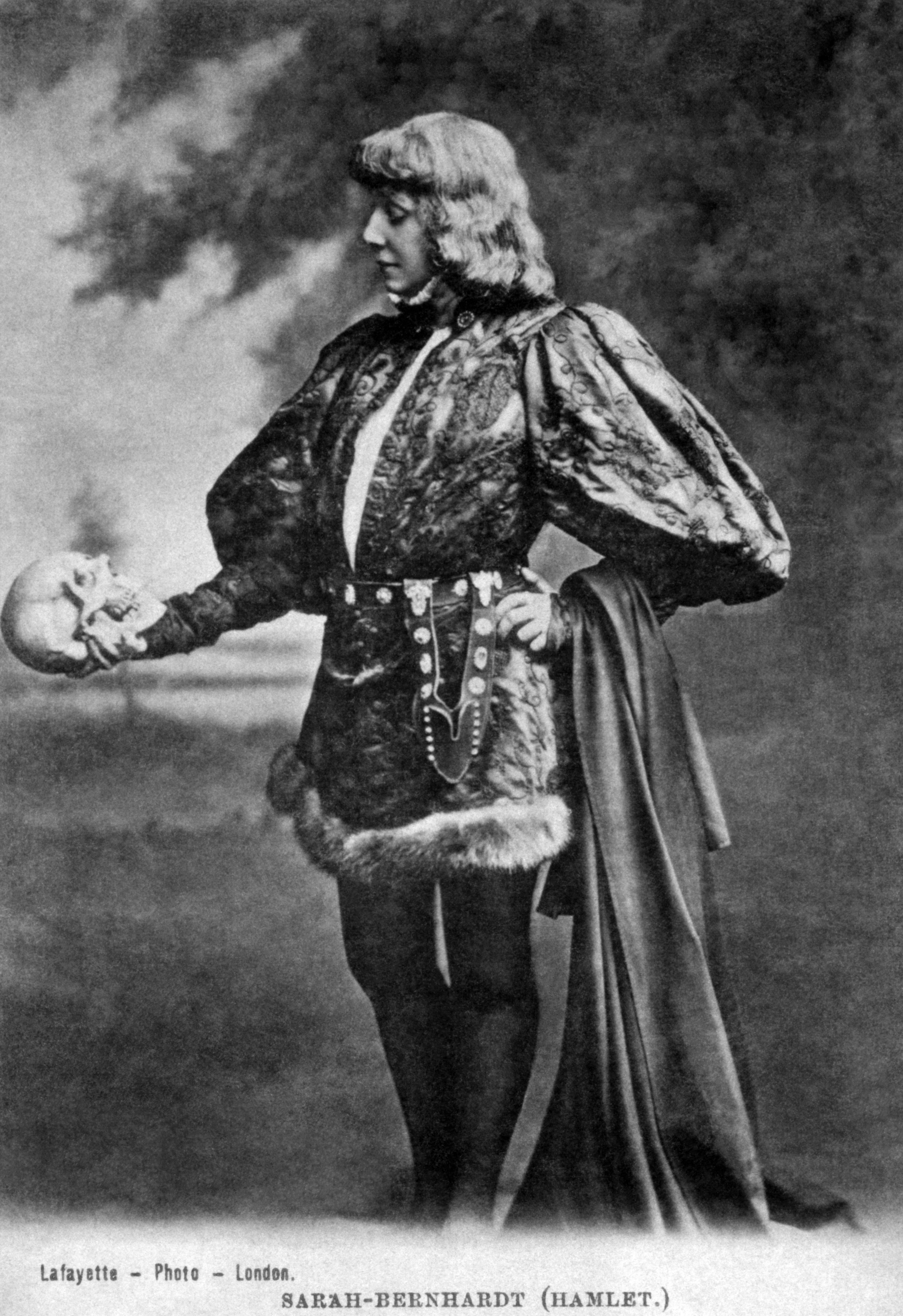
Sarah Bernhardt als Hamlet, Fotografie um 1880

Der Begriff Dragking taucht erstmals 1972 in der Literatur auf, jedoch gibt es eine deutlich längere Tradition der Darstellung männlicher Rollen durch Frauen, insbesondere im Rahmen einer sogenannten Hosenrolle. Beispiele hierfür sind Aal der Dragoner, der 1710 bei einer Schlägerei in Rotterdam zu Tode kam, die englische Dichterin und Schauspielerin Susanna Centlivre, die um 1700 als Mann auftrat, die Amerikanerin Annie Hindle um 1870 und Sarah Bernhardt.
Als eine weitere Vorläuferin von Dragking-Performance gilt die jiddische Sängerin und Performerin Pepi Litman (1874–1930), die mit der Tradition jüdisch-säkularen Theater verbunden war, in dem Frauen in Männerkleidung wie zum Beispiel die Drag-Clownin Molly Picon (Yidl mitn Fidl) nicht selten waren.
Eine der bedeutendsten Persönlichkeiten der US-amerikanischen Dragking-Szene war Stormé DeLarverie. Sie tourte von 1955 bis 1969 mit der Jewel Box Revue durch die Vereinigten Staaten, Kanada und Mexiko. DeLarverie war neben 25 Dragqueens das einzige weibliche Mitglied des Ensembles, das vor allem bei Familien eine hohe Popularität genoss. DeLarverie sang in ihrer Rolle meist zeitgenössische Jazz- oder Blueslieder und fungierte zudem bei den Vorstellungen als Showmasterin. Das Publikum wurde auch dazu aufgerufen, die Identität der einzigen Künstlerin der Truppe zu erraten, was jedoch aufgrund DeLarveries maskulinem Erscheinungsbild beinahe nie gelang, weswegen sie sich schließlich am Ende jeder Vorstellung selbst zu erkennen gab. Die Jewel Box Revue, die einzige ihrer Art, die bei der Zusammensetzung des Ensembles vollständig auf die damals vorherrschende Rassentrennung verzichtete, galt zu DeLarveries Zeit als Leiterin aufgrund der hohen Qualität ihrer Showeinlagen als „erstklassig und umwerfend“ und wird in der Gegenwart als wichtiger, prägender Teil der US-amerikanischen Drag-Geschichte betrachtet, die von Dragqueens dominiert sei.
Dragkings als Erscheinung einer speziellen kulturellen Szene haben ihre Ursprünge etwa Anfang der 1990er Jahre in der anglo-amerikanischen Lesbenszene. Ein frühes filmisches Dokument einer solchen Dragking-Performance enthält der Spielfilm Die Jungfrauenmaschine von Monika Treut, der 1988 auf dem Internationalen Filmfestival Toronto uraufgeführt wurde. Die in San Francisco gedrehten Filmsequenzen enthalten eine gut vierminütige Stripshow aus der in dieser Zeit entwickelten one wo/man show der Dragking Shelly Mars als Bühnenfigur Martin vor dem Publikum eines lesbischen Szeneclubs. Jenseits der Clubbühne und ihrer männlichen Bühnenfigur verkörpert Mars im Film die geheimnisvolle feminine Frau Ramona.

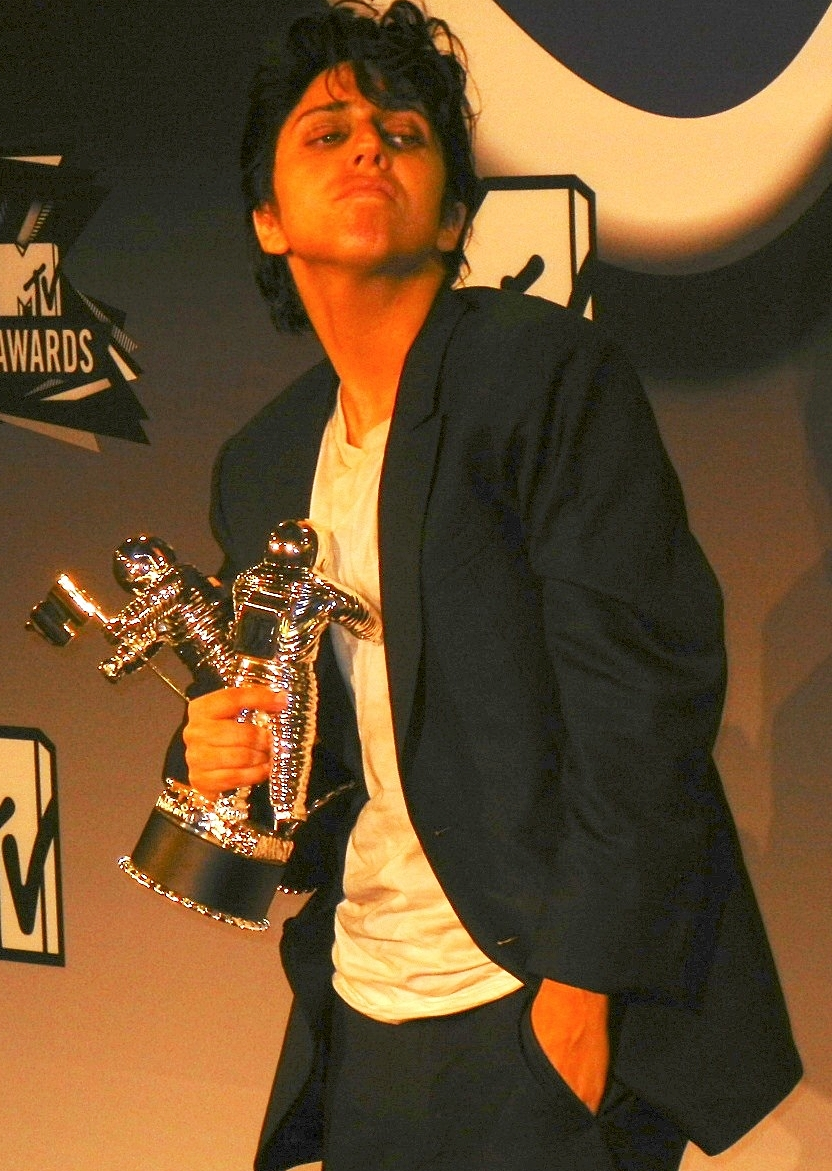
Jo Calderone, Alter Ego von Lady Gaga (2011)

Einen überraschenden und vielbeachteten Dragking-Auftritt hatte Popsängerin Lady Gaga als Jo Calderone bei den MTV Video Music Awards 2011. Jo Calderone weigerte sich während der gesamten Veranstaltung, sich als Lady Gaga anreden zu lassen und sorgte damit für Irritationen bei Presse und Publikum in Los Angeles. Presseberichten zufolge beließ es Jo Calderone nicht allein beim Bühnenauftritt, sondern benutzte darüber hinaus auch die Herrentoilette hinter der Bühne.

## Motivation
Dragkings der verschiedenen subkulturellen Dragking-Szenen sind meist als Frauen sozialisierte Menschen, die jedoch die Geschlechtszuweisung und Geschlechterrolle ihrer Sozialisation aus unterschiedlichen Gründen in Frage stellen. Die Performance als Dragking gibt ihnen die Möglichkeit, die Grenzen der Zweigeschlechtlichkeit auszuloten, mit einer anderen Gestaltung von Geschlecht aktiv Erfahrungen zu sammeln und in einer Performance vor Publikum Geschlechternormen sichtbar und hinterfragbar zu machen.
Manche Forscher unterscheiden zwischen Kinging und dem bloßen Imitieren maskuliner Verhaltensweisen oder dem Durchgehen bzw. Passing als Mann. Im 17. und 18. Jahrhundert trugen viele Frauen aus der Arbeiterschicht Männerkleidung und gaben sich als Mann aus, um Freiheiten zu erlangen, die Frauen in dieser Zeit nicht hatten, z. B. konnten als Mann verkleidete Frauen dem Militär beitreten und mehr Geld verdienen. Frauen wie Jeanne d’Arc und Christina von Schweden wurden häufig für Männer gehalten, doch unterschied sich ihr Durchgehen als Mann vom Kinging, weil Kinging eine bewusste Performanz von Männlichkeit ist, bei dem maskuline Charakteristika absichtlich überzeichnet werden.
Kinging kann die Auseinandersetzung mit der gesellschaftlichen Norm der Zweigeschlechtlichkeit durch bewusst angewendete Mittel Männer und bestimmte Arten von Männlichkeit verkörpern. Die weithin als real gegeben aufgefasste Männlichkeit kann damit in ihrer ständigen sozialen Konstruktion innerhalb menschlicher Begegnungen sichtbar gemacht werden.

## Abgrenzung von Dragking – Transmann

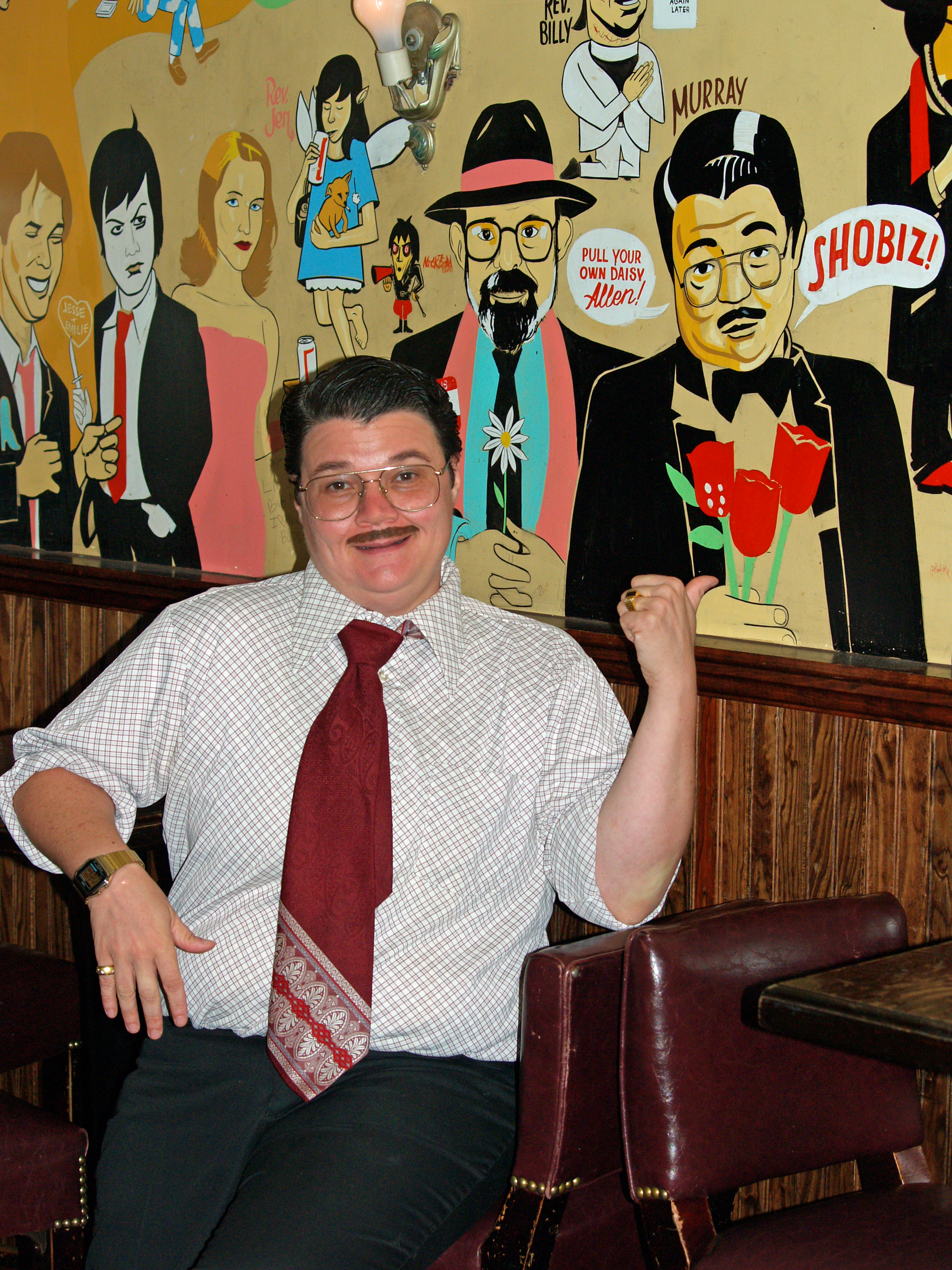
US-Comedian Murray Hill, geboren als Betsey Gallagher, behält seine Dragking-Persönlichkeit auch im Privaten bei.

In der Praxis lässt sich das Konzept Dragking nicht trennscharf von Transgeschlechtlichkeit abgrenzen, die Übergänge sind hier fließend. Zum einen überschneiden sich soziale Räume von Dragkings und trans Männern vielfach. Zum anderen zeigt die Erfahrung in den Szenen, dass bei einem Teil der Dragkings der Wunsch zu einer erneuten Vereindeutigung der Geschlechtsidentifikation herausbildet, wobei zum Teil auch Hormoneinnahmen oder geschlechtsangleichende Operationen zu Hilfe genommen werden.
Überdies wird eine strenge Definition dieses Begriffs im Sinne wissenschaftlicher Autorität in der queer-theoretischen Auseinandersetzung mit dem Phänomen Dragking vermieden. Damit wird der Veränderbarkeit und Offenheit des Begriffs und der Aneignung durch diejenigen Rechnung getragen, die ihn in den jeweiligen sozialen Räumen der Szenen zur Selbstdefinition verwenden, vergleichbar mit Begriffen wie queer oder transgeschlechtlich.

## Filme
- Man for a Day von Katarina Peters, 2012, 96 min, Dokumentarfilm über den Drag-King-Workshop der New Yorker Performance-Künstlerin Diane Torr[21]
- Venus Boyz von Gabriel Baur, 2001, 104 min, Dokumentation der internationalen Drag-King-Szene.[22]

Filme, die Sequenzen mit Drag-King-Performances enthalten:
- Yes, We Are von Magda Wystub[23] (Idee/Regie/Schnitt)  und Katrina Schaffer (Kamera), Polen/Deutschland 2011, 69 min, Dokumentarfilm über Widerstandsformen im Kampf um lesbische Sichtbarkeit und Anerkennung in Polen.
- Gendernauts – eine Reise durch das Land der Neuen Geschlechter von Monika Treut, Deutschland 1999, 86 min, Dokumentation.
- Die Jungfrauenmaschine von Monika Treut, Deutschland 1988, 84 min, Spielfilm.
- Die Rosen von Versailles (Berusaiyu no Bara), Mangaserie.